# Piramide triadica

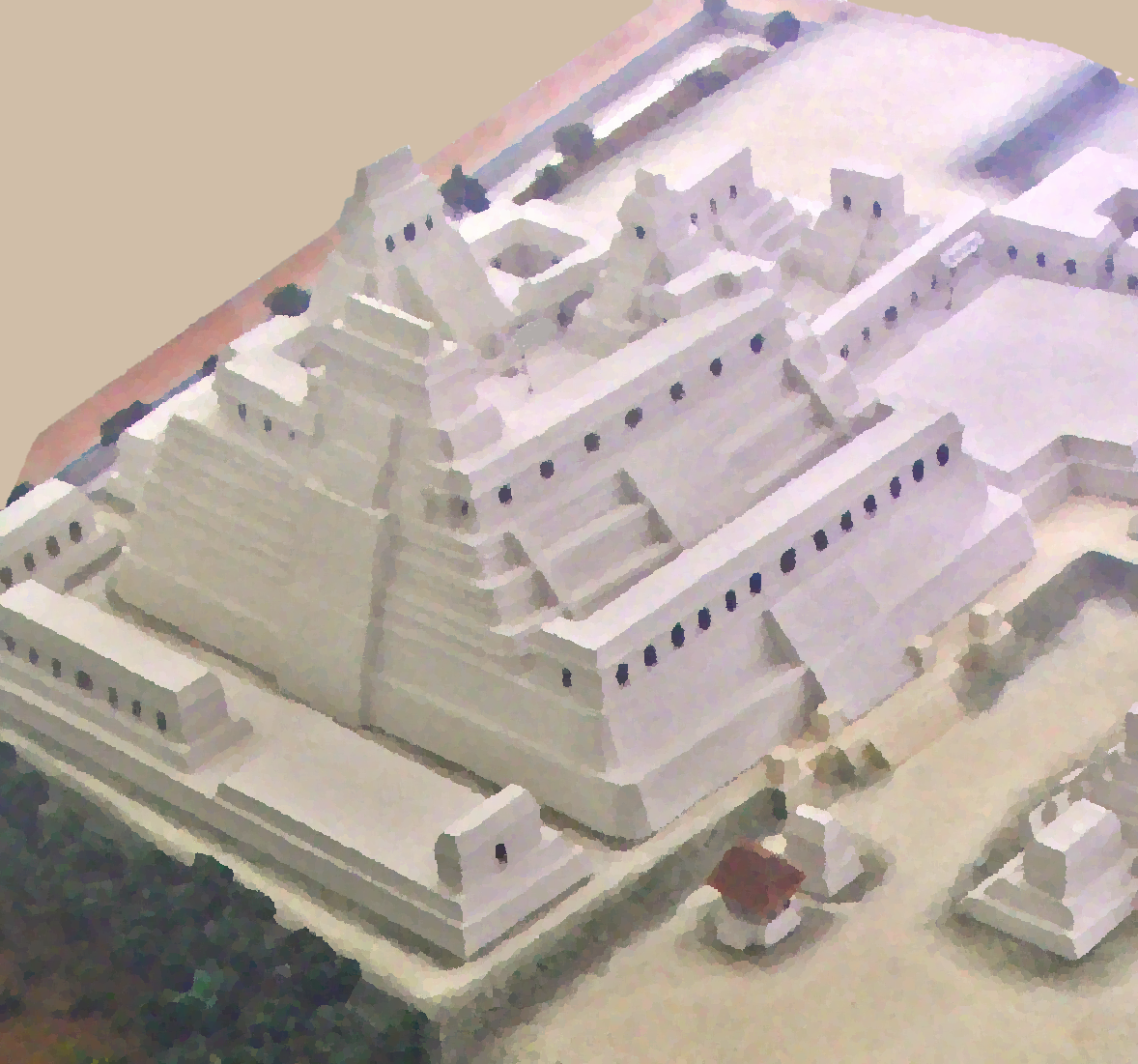
Modello di una piramide triadica a Caracol, Belize

La piramide triadica è una tipologia di piramide maya.

## Descrizione
Le piramidi triadiche furono un'innovazione della civiltà maya preclassica consistente in una struttura dominante fiancheggiata da due edifici più piccoli rivolti verso l'interno, il tutto montato su un'unica piattaforma basale.
La più grande piramide triadica conosciuta fu costruita a El Mirador nel Bacino di Petén del Guatemala; essa copre un'area grande sei volte quella coperta dal Tempio IV di Tikal, che è la più grande piramide di quella città. Le tre sovrastrutture hanno tutte scalinate che conducono in alto dalla piazza centrale in cima alla piattaforma basale. Le strutture delle piramidi triadiche si trovano nelle prime città dei bassipiani maya.
I complessi delle piramidi triadiche erano orientate molto frequentemente verso ovest, sebbene fossero comuni altri orientamenti, particolarmente in quelle città che possedevano più di una piramide triadica; il secondo orientamento più frequente sembra essere nord-sud.
Ci sono solo pochi esempi preclassici del complesso delle piramidi triadiche, sebbene la loro esatta cronologia potrebbe non essere sicura. Non si conoscono precursori sicuramente affermati dei gruppi triadici, ma essi potrebbero essersi sviluppati dalla costruzione nei centri urbani orientali dei complessi di osservatori denominati Gruppi E. Quella triadica era la forma architettonica predominante nella regione di Petén durante il Tardo Preclassico. Esempi di piramidi triadiche sono conosciuti da ben 88 siti archeologici, tra essi Nakbe, El Mirador, Tikal, Uaxactún, Naranjo, Palenque e Caracol. A Nakbe, una grande città risalente al Medio Preclassico, ci sono almeno una dozzina di esempi di complessi triadici e le quattro strutture più grandi della città sono di natura triadica. A El Mirador ci sono probabilmente almeno 36 strutture triadiche. Esempi della forma triadica sono conosciuti anche da Dzibilchaltún nell'estremo nord della Penisola dello Yucatán e da Q'umarkaj negli altopiani del Guatemala. El Tintal ha un massiccio complesso di piramidi a massive triadiche che è il secondo più grande dopo El Mirador.
La piramide triadica rimase una popolare forma architettonica per secoli dopo che erano stati costruiti i primi esempi. La forma triadica continuò nell'uso nel Periodo classico, con esempi più tardi trovati a Uaxactun, Caracol, Seibal, Nakum, Tikal e Palenque. L'esempio di Q'umarkaj è l'unico che è stato datato Periodo postclassico.
La forma con il triplice tempio della piramide triadica sembra essere legata alla mitologia maya. Secondo una teoria, le tre pietre del focolare del mito della creazione maya possono essere associate a tre stelle nella costellazione di Orione e il complesso della piramide triadica potrebbe essere una rappresentazione architettonica di questo. Nuovi studi preferiscono un'interpretazione alternativa, secondo la quale i gruppi triadici potrebbero rappresentare il momento della resurrezione del dio maya del mais in cima alla Montagna dei Fiori, accompagnato da altre due divinità.